# Joseph Cuypers
Josephus Theodorus Joannes (Jos of Joseph) Cuypers (Roermond, 10 juni 1861 – Meerssen, 20 januari 1949) was een Nederlands architect. Hij is vooral van belang als de architect van vele katholieke kerken. Hij was ridder in de Orde van de Nederlandse Leeuw en ridder in de Orde van Sint-Gregorius de Grote.

## Leven en werk
Joseph Cuypers was een zoon van de architect Pierre Cuypers en Antoinette Alberdingk Thijm. Hoewel hij, evenals vele andere architecten, in de firma van zijn vader was opgeleid ging Joseph voor zijn verdere scholing naar de Polytechnische School te Delft, waar hij in 1883 afstudeerde. Daarna werkte hij als assistent van zijn vader. Zijn eerste eigen ontwerp is in 1884 pension Oud Leyerhoven in de Amsterdamse Vondelstraat, een straat die verder voor een groot deel beheerst wordt door werken van zijn vader.
In 1888 ontwierp hij zijn eerste kerk, de Sint-Urbanus in Nes aan de Amstel die, net als andere kerken tijdens deze vroege periode, nog duidelijk de invloed van zijn vader vertonen. Cuypers was van meet af aan ook werkzaam op het gebied van restauraties. Vanaf 1891 werd de Sint-Plechelmusbasiliek in Oldenzaal onder zijn leiding gerestaureerd.

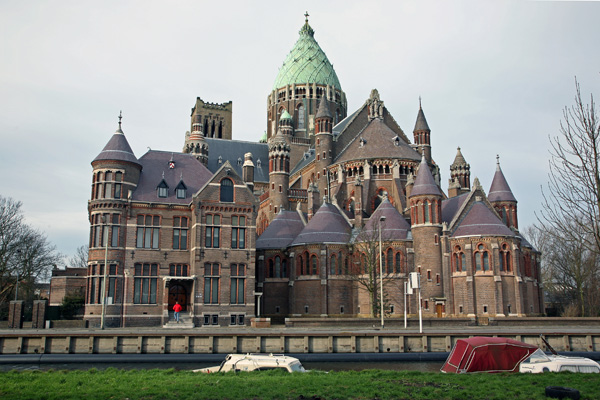
Sint-Bavokathedraal, Haarlem.

In 1893 kreeg Cuypers de opdracht voor het ontwerpen van de nieuwe Sint-Bavokathedraal te Haarlem. De eerste plannen tonen nog een puur neogotische kerk, maar aan deze ontwerpen heeft Cuypers niet lang vastgehouden. Het eerst gebouwde deel, de koorpartij, is duidelijk op het late romaans georiënteerd. In 1898 volgde de opdracht voor een tweede kathedraal, ditmaal die van Rangoon in Birma. Een eerste ontwerp, geïnspireerd door de inheemse architectuur in dat deel van Azië, werd afgewezen. Het tweede, neogotische ontwerp werd, weliswaar met aanpassingen, wel uitgevoerd.

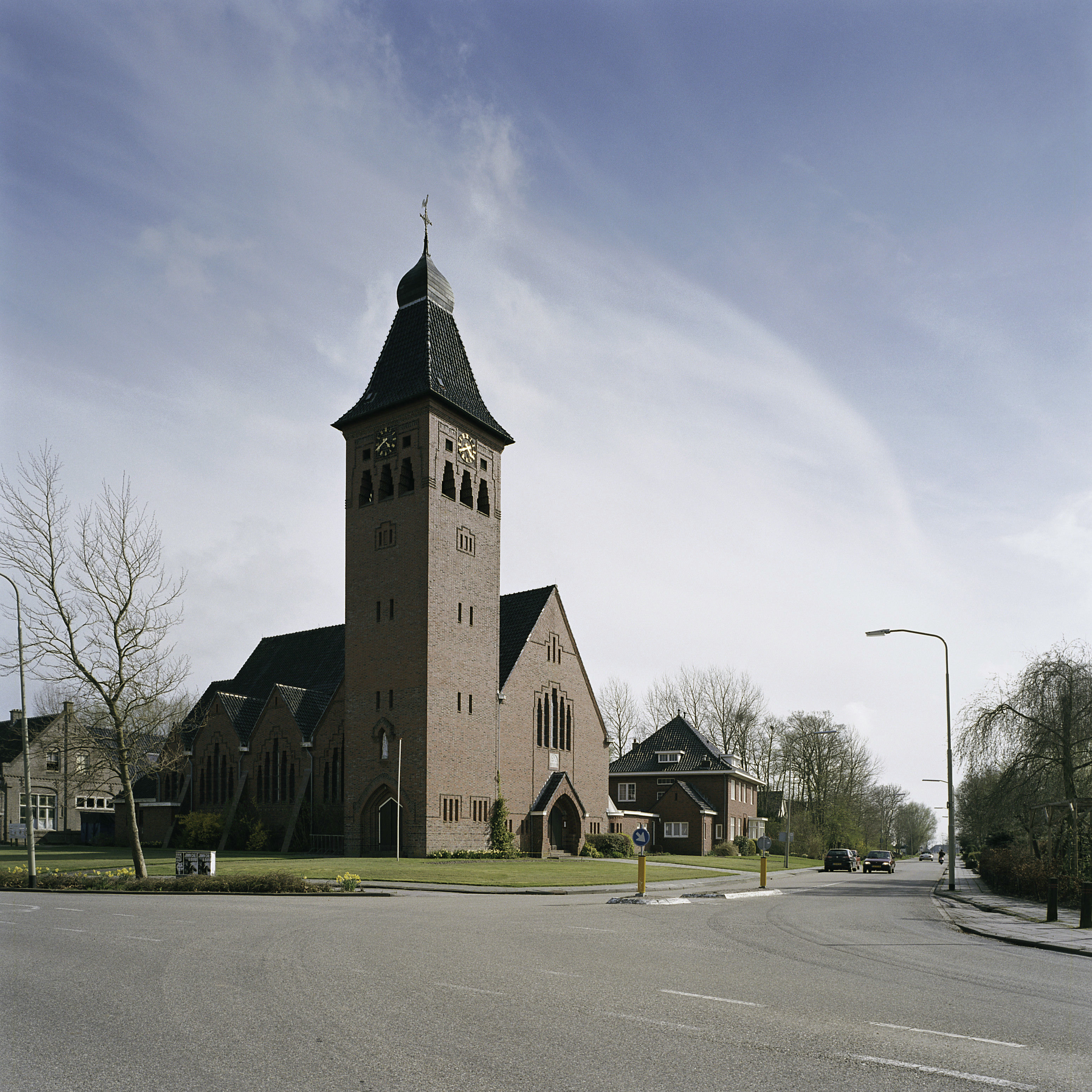
Sint-Bonifatiuskerk, Wehe-den Hoorn. 1926.

In 1894 nam Cuypers de leiding van het Amsterdamse kantoor over van zijn vader, die dat jaar verhuisde naar Valkenburg. Van 1900 tot 1908 was hij, tevens via kunstkring De Violier, geassocieerd met Jan Stuyt. Een van de eerste ontwerpen uit deze periode is die voor de Sint-Gummaruskerk in Steenbergen. Deze opdracht werd overgenomen van P.J.H. Cuypers, wiens ontwerp radicaal wordt gewijzigd. De uiteindelijke kerk is minder neogotisch dan het eerste ontwerp. Stuyt raakte in toenemende mate gericht op het romaans, en mede door toedoen van het toonaangevende duo raakte de neogotiek in Nederland steeds meer uit de gratie. Toch is er een duidelijke tweedeling in het werk waaraan de twee architecten in deze periode hun naam verbinden. Enerzijds werden nog vrij traditionele neogotische kerken gebouwd, anderzijds waren er enkele neoromaanse kerken met in enkele gevallen een centraliserende plattegrond. Aangenomen wordt dat de kerken uit de eerste categorie vooral het werk waren van Cuypers, en die in de tweede van Stuyt.

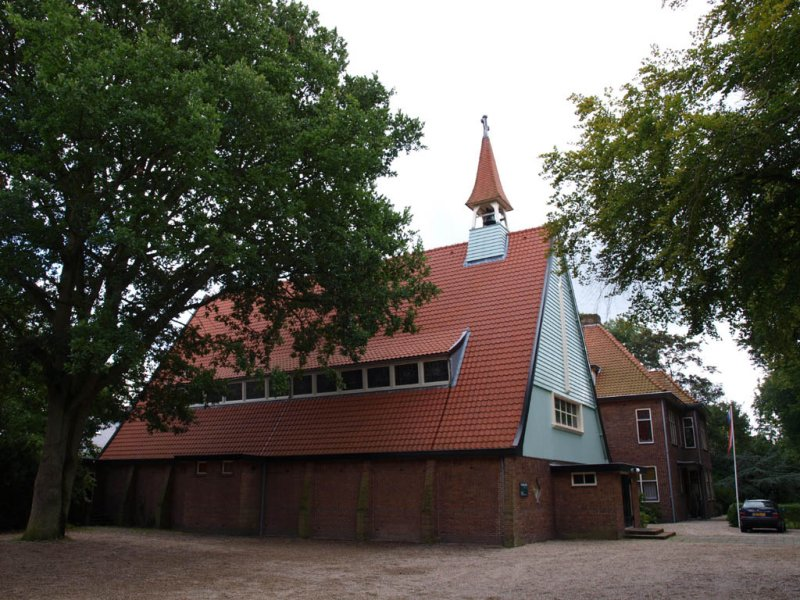
Noodkerk en Pastorie, Aerdenhout. 1922.

Cuypers was ook actief in het verenigingsleven. Hij was lid van Architectura et Amicitia en trad binnen dit genootschap op als jurylid van architectuurprijsvragen en als lid van verschillende commissies; zo werd hij op 25 oktober 1900 gekozen als lid van een commissie die adviseerde over de invulling van het Museumplein in Amsterdam. Ook maakte hij samen met o.a. Karel de Bazel en J.L.M. Lauweriks deel uit van de redactie van het orgaan van Architectura et Amicitia, Architectura. Daarnaast was hij omstreeks 1901 voorzitter van de afdeling Amsterdam van de Rooms-Katholieke vakvereniging Gildebond.

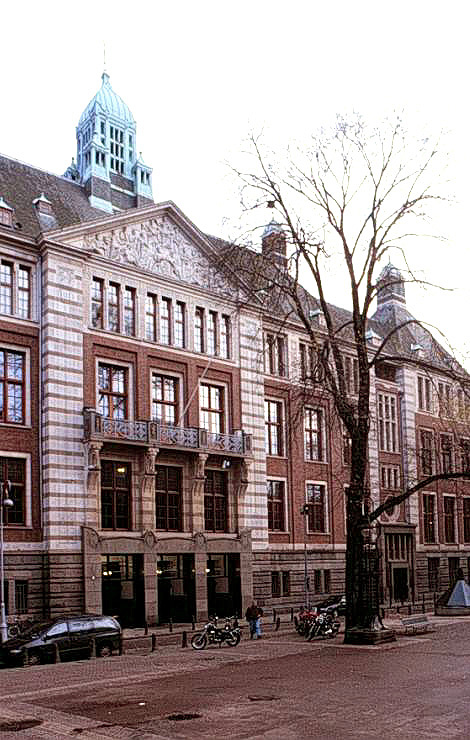
Effectenbeurs, Amsterdam.

In 1908 werd de vruchtbare samenwerking met Stuyt op diens verzoek (hij wilde trouwen) beëindigd en ging Cuypers wederom zelfstandig verder. In deze periode bouwde hij onder andere zijn belangrijkste niet-kerkelijke werk, de Amsterdamse effectenbeurs. Verder was dit een vrij rustige periode in Cuypers' carrière. Een hoogtepunt is de Sint-Laurentiuskerk in Dongen, een monumentaal opgezette koepelkerk.
In 1920 associeerde hij zich met zijn zoon Pierre Cuypers jr., die eerder met Dom Bellot had gewerkt en een voorkeur had voor het expressionisme. Het meeste werk in deze periode vertoont duidelijk expressionistische kenmerken. Samen met zijn zoon ontwierp hij nog twee koepelkerken, in Beverwijk en Bussum. Andere werken in deze periode zijn echter traditioneler van vorm zoals Berchmanianum in Nijmegen. Een belangrijk werk uit deze periode is de restauratie en vergroting van de basiliek van Meerssen van 1936 tot en met 1938. Nadat in 1944 een bom zijn huis in Roermond verwoestte, verhuisde Cuypers naar de pastorie van Meerssen, waar hij de laatste jaren van zijn leven doorbracht.

## Architectonische ontwerpen
Het oeuvre van Cuypers is groot. Net als zijn vader ontwierp hij veel kerken, maar van hem zijn ook huizen, pensions en scholen bekend. Tevens maakte hij samen met zijn zoon Pierre een ontwerp voor Kasteel Heeswijk, wat echter niet werd gerealiseerd. Een uitgebreide lijst van bouwwerken is te vinden op: lijst van bouwwerken van Joseph Cuypers.